# Damüls
Damüls is een gemeente in de Oostenrijkse deelstaat Vorarlberg, gelegen in het district Bregenz (B). De gemeente heeft ongeveer 310 inwoners.

## Geografie

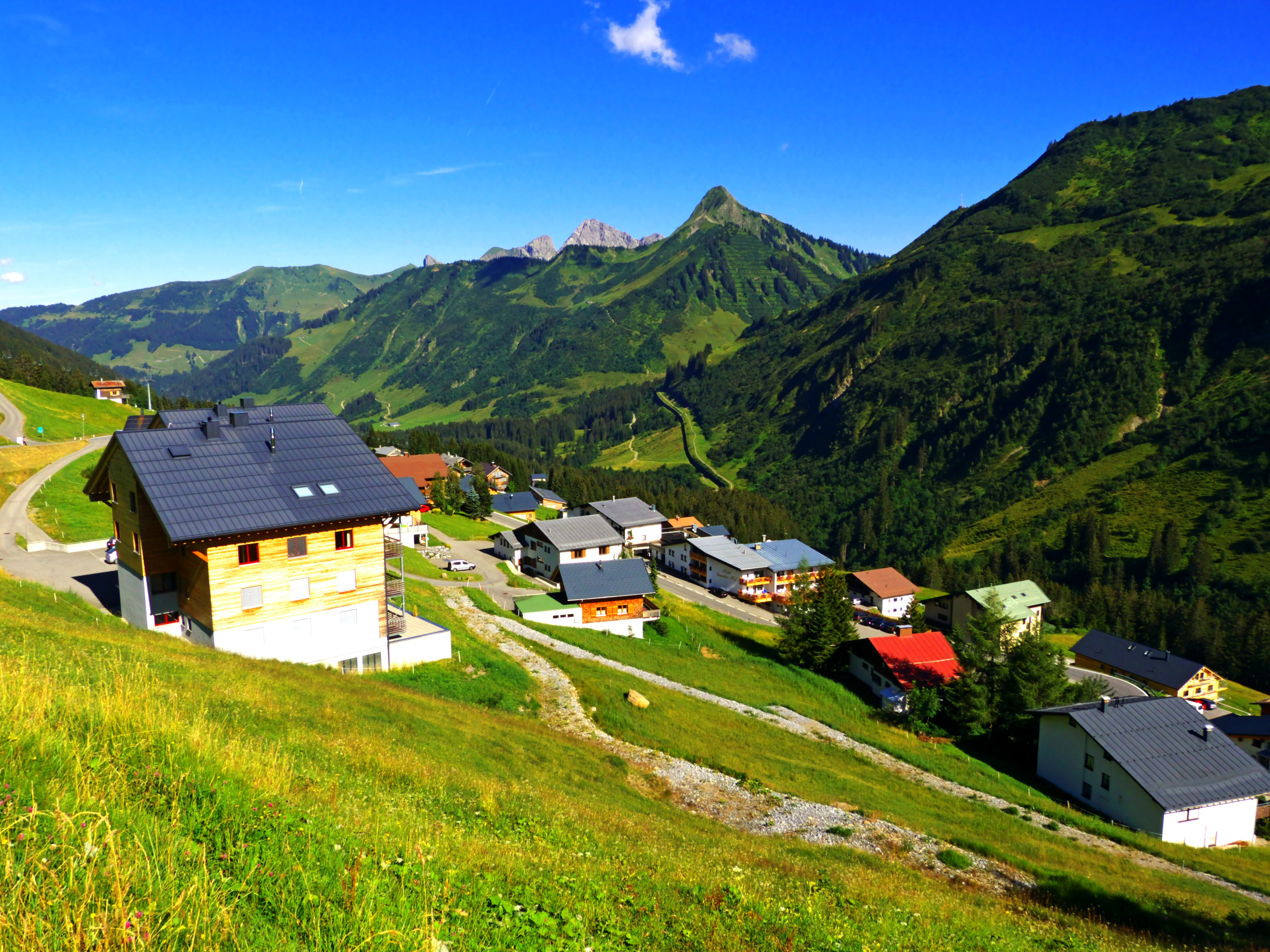
Damüls

Damüls heeft een oppervlakte van 20,92 km². Het ligt in het westen van het land en grenst aan het Bregenzerwald, het biosfeerreservaat Großes Walsertal, het Laternsertal en alle anderen Vorarlbergse districten (Bludenz, Feldkirch en Dornbirn). In 2006 wordt Damüls de eretitel "Het meest sneeuwrijke dorp ter wereld" verleend. Per seizoen valt in de gemeente gemiddeld 9,30 meter sneeuw.
De meest bekende bergtop in de omgeving, en het doel van heel wat wandelingen vanuit Damüls, is de Damülser Mittagsspitze (2095 m).

## Geschiedenis
Rond 1300 ontvluchtten Walser voor armoede en ontbrek aan landbouwgronden hun land. Ze mochten zich in Vorarlberg, in het westen van Tirol en in Graubünden vestigen. Vanaf 1313 werd ook Damüls door Walser bevolkt. Destijds was het "Hooggerechtshof" (Damüls en Fontanella) onafhankelijk – de inwoners van Damüls verbonden zich in ruil daarvoor tot het Huis Montfort om in geval van oorlog met "speer en schild" te dienen.

## Cultuur

#### Gebruiken en tradities
In de regio zijn vele oude tradities nog steeds springlevend en dit uit zich o.a. in het typische dialect dat hier nog steeds wordt gesproken. Ook het dragen van de traditionele klederdracht op feestelijke parochiedagen draagt bij aan de authentieke manier van leven.
Alpine Transhumance, ofwel bergweidecultuur, wordt in Damüls nog steeds bedreven. Daarbij drijven boeren hun vee naar plaatsen waar voer verkrijgbaar is. Dat betekent dat ze jaarlijks naargelang het seizoen enkele keren van stallen wisselen. Alpine Transhumance wordt in het Duits "Dreistufenwirtschaft" genoemd omdat de bergweides in drie etappen worden beheerd. Zij is basis van het huidige natuur- en cultuurlandschap van deze streek en de traditionele kaasmakerij in Vorarlberg. De UNESCO verklaarde de Dreistufenwirtschaft in het Bregenzerwald in 2011 tot immaterieel cultureel erfgoed.

#### Zienswaardigheden
Het FIS Skimuseum Damüls biedt tentoonstellingen over de lange geschiedenis van het skiën in Vorarlberg. Naast historische en zeldzame Alpiene ski-modellen worden ook skisprong-gerelateerde objecten getoond. De toegang is gratis.
De kerk van St. Nikolaus is gebouwd in 1484 en neemt een prominente plaats in in het bergdorp Damüls. Het harmonische dorpsbeeld wordt in grote mate bepaald door deze markante kerk. Deze kerk is tussen 1693 en 1733 in barokstijl herbouwd.

## Toerisme
Dankzij de samenvoeging van de twee skigebieden van Damüls en Mellau in 2010 ontstond het skigebied Damüls-Mellau, het grootste skigebied in het Bregenzerwald en een van de grootste skiregio's in de deelstaat Vorarlberg.
De regio is bekend om zijn sneeuwzekerheid. In 2006 werd Damüls bekroond met de titel "Sneeuwrijkste dorp ter wereld". Gemiddeld valt er 9,30 meter verse sneeuw per seizoen.

## Fotogalerij

Het FIS Skimuseum Damüls
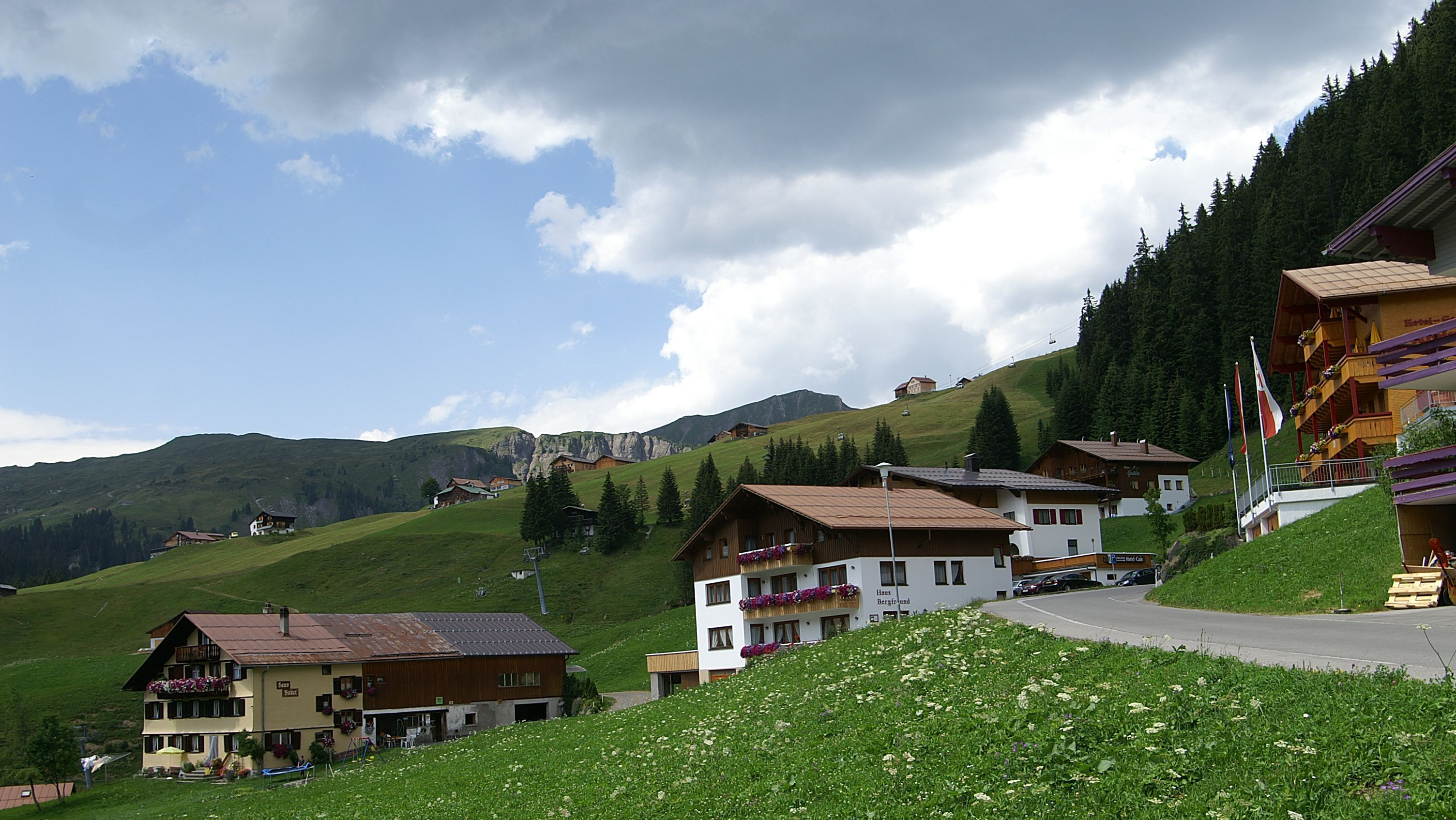
Damüls in de zomer
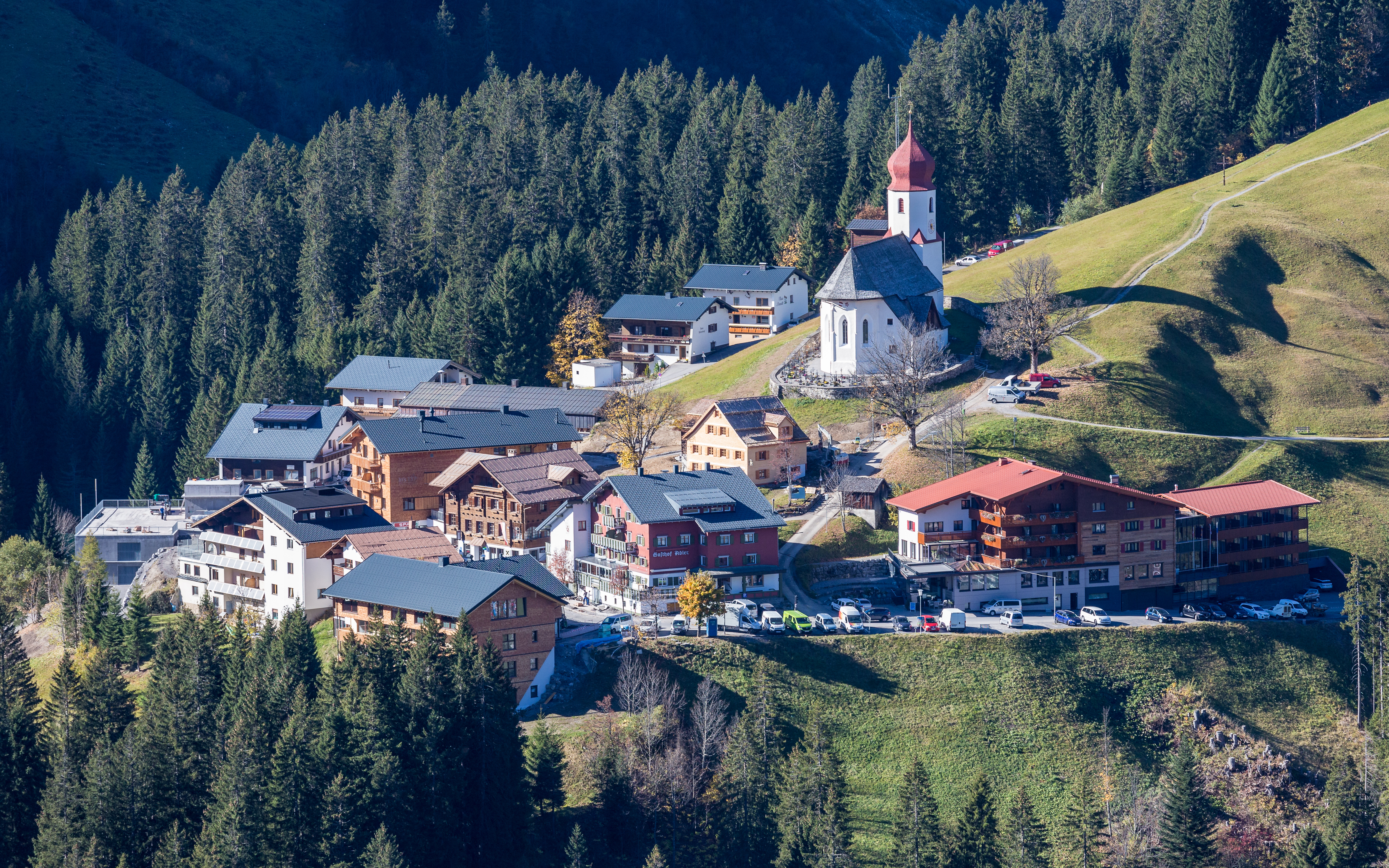
Het centrum van Damüls in de zomer
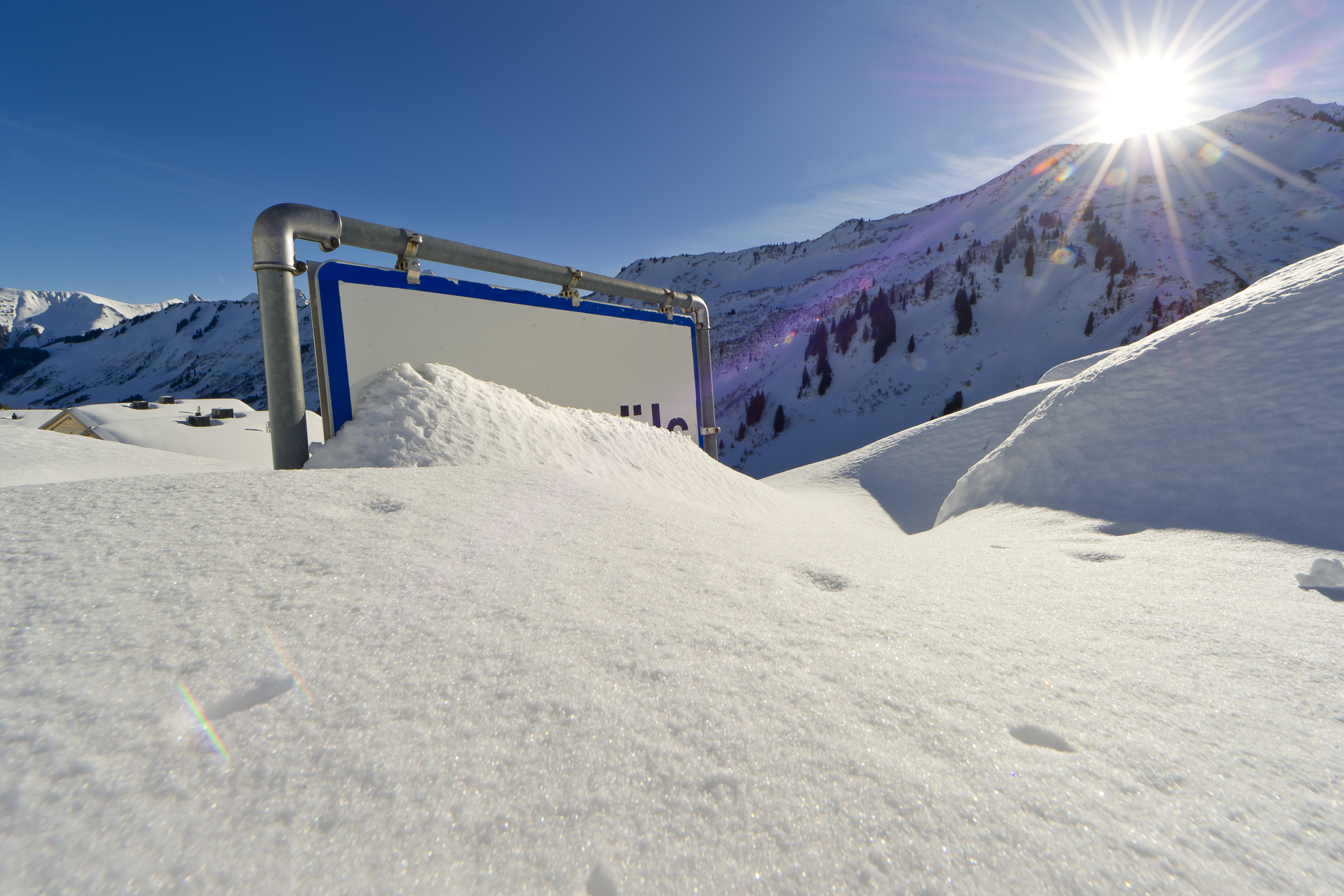
Plaatsnaambord van Damüls in de winter
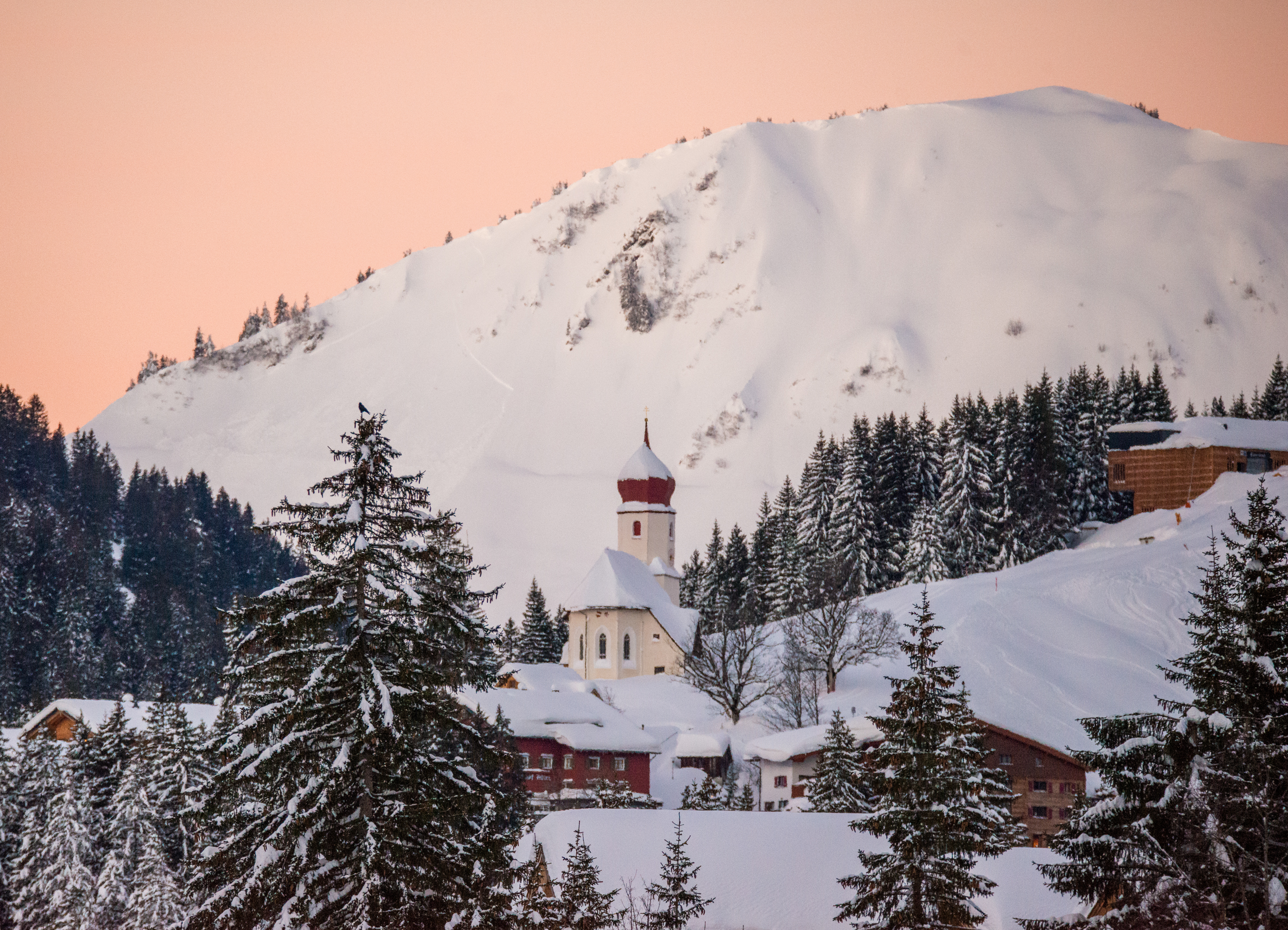
Kerk St. Nikolaus 's winters
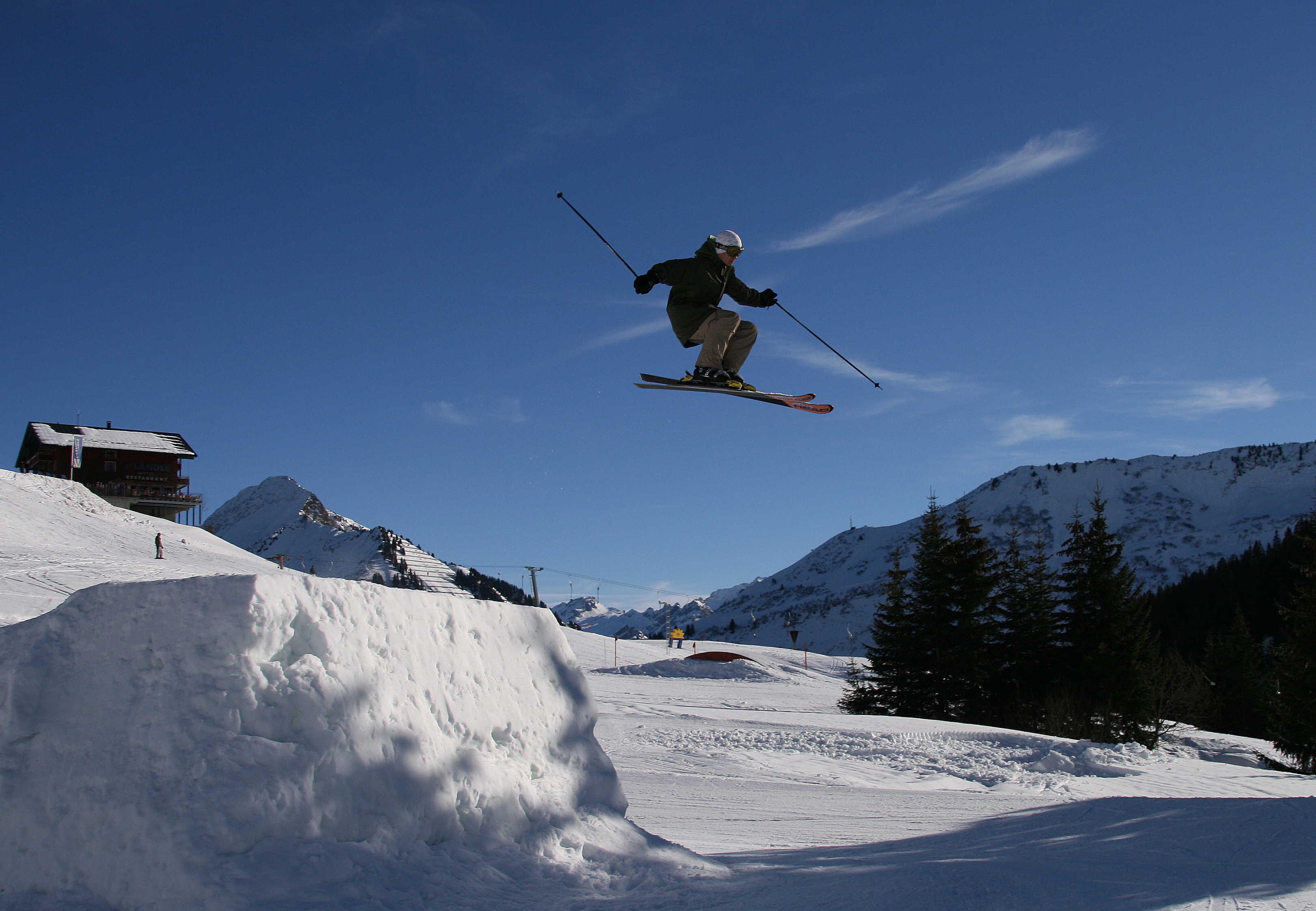
Skiër in het skigebied Damüls-Mellau